# 福岡県畜産農業協同組合
福岡県畜産農業協同組合（ふくおかけんちくさんのうぎょうきょうどうくみあい）は、福岡県福岡市博多区に本所を置いていた農業協同組合。畜産の専門農協であった。

## 概要
第二次世界大戦後、国の緊急開拓事業に基づき旧軍用地や未利用地の開拓・入植を行うためにおもに外地引揚者や復員者により設立された開拓農協と、その指導・支援を行うために設立された県開拓農協連合会を前身とする。時代を下るにつれ開拓業務は終了し、定着した入植者の多くが畜産業で生計を立てるようになり、組合も畜産飼料や素牛の供給、畜産品の販売等が主要業務となった。
組合員の減少等により2022年（令和4年）4月30日限りで業務を停止し、翌5月1日より新たに発足した福岡県畜産事業協同組合が業務を承継した。

## 沿革
- 1948年（昭和23年）10月 - 福岡県開拓農業協同組合連合会（福岡県開拓農協連）設立[3]。
  - 福岡県内の開拓農協は、1949年度（昭和24年度）までに53組合が設立され、その後一時期数百組合まで増加したものの、多くは解散[4]。
- 1972年（昭和47年）5月 - 福岡県開拓農業協同組合設立。前年度末で解散した福岡県開拓農協連の業務を承継する。[3]
- 1973年（昭和48年）3月 - 福岡県開拓農協が、相原開拓・駕与丁開拓・志摩町開拓・古賀開拓・板屋開拓・後川内開拓・釈迦堂開拓・八木山開拓・勾金開拓・豊津開拓・唐原開拓の各農協を合併[1][5]。
- 1991年（平成3年）6月 - 福岡県開拓農協が、福岡県畜産開拓農協に改称[1]。
- 1996年（平成8年）6月 - 福岡県畜産開拓農協が、福岡県畜産農協に改称[1]。
- 2022年（令和4年）
  - 4月30日 - 福岡県畜産農協が業務を停止[2]。
  - 5月1日 - 新たに発足した福岡県畜産事業協同組合が、福岡県畜産農協の業務を承継[2]。